# Katarina av Navarra
Katarina av Navarra, född 1468, död 12 februari 1517, var en monark av Kungariket Navarra (drottning), Gandia, Montblanc och Peñafiel (hertiginna) och Foix, Bigorre och Ribagorza (grevinna) och Béarn (vicegrevinna) mellan 1483 och 1518.

## Biografi
Katarina var dotter till vicegreve Gaston av Foix och Magdalena av Frankrike, systerdotter till kung Ludvig XI av Frankrike, och sondotter till drottning Eleonora av Navarra. 
Hennes far avled 1470. Hennes bror efterträdde 1479 deras farmor Eleonora av Navarra under deras mors förmyndarskap. När hennes bror dog 1483 efterträdde hon honom. Hennes mor kvarstod som regent fram till 1494. Katarinas ämbete ifrågasattes av hennes farbror Johan av Foix på grund av hennes kön, trots att den saliska lagen inte gällde i Navarra. Detta ledde till ett inbördeskrig (1483–1492). 
Hon föreslogs gifta sig med en son till Ferdinand av Aragonien och Isabella av Kastilien, för att Navarra därmed skulle förenas med Spanien. Istället arrangerade hennes mor ett äktenskap med en fransk adelsman, vilket gav Navarra skydd mot Spanien av Frankrike, då den franska kungen stödde äktenskapet. Hennes make var ett år yngre än henne, beskrivs som stilig, bildad och med en ömsint personlighet, och äktenskapet beskrivs som lyckligt. 
Katarina gifte sig 1484 med Johan d'Albret, som blev hennes medregent. Äktenskapet fullbordades inte förrän 1491, och paret kröntes inte förrän 1494. Orsaken till detta var troligen för att Katarina och Johan därmed kunde fortsätta definieras som minderåriga, vilket innebar att Magdalena kunde fortsätta vara förmyndarregent. Magdalena fortsatte i själva verket som regent i förmyndarregeringen för Katarina och Johan till och med efter deras kröning år 1494. 
År 1494 kidnappades hennes mor av Ferdinand II av Aragonien. Förmyndarregeringen upphörde därmed och Katarina blev myndig och började regera vid tjugosex års ålder. Hon beskrivs som mogen, försiktig, modig och storsint, och hennes samregering med maken beskrivs som harmonisk och stödjande. Då Katarinas mor Magdalena dog som Ferdinands gisslan utbröt krig med Aragonien. 
Katarina ville sluta en allians med Frankrike genom ett äktenskap mellan hennes son och en dotter till den franske monarken. För att förhindra detta erövrade Ferdinand av Aragonien år 1512 Navarra. 
Katarina flydde till Frankrike då huvudstaden Pamplona erövrades 25 juli 1512. 23 mars 1513 förklarades Ferdinand för monark i Navarra av rådet i Pamlona. Endast den fransktalande delen av Navarra norr om Pyrenéerna bevarade sin självständighet, medan övriga delen sedan dess tillhört Spanien.